# Síksági peltopsz-légykapó
A síksági peltopsz-légykapó (Peltops blainvillii) a madarak (Aves) osztályának a verébalakúak (Passeriformes) rendjéhez, ezen belül a fojtógébicsfélék (Cracticidae) családjához tartozó faj.

## Előfordulása
Indonézia és Pápua Új-Guinea szubtrópusi és trópusi nedves síkvidéki erdőiben honos.